# 선부론
선부론(先富論, Getting Rich First)은 1985년경부터 덩샤오핑이 주창한 개혁개방의 기본 원칙을 나타내는 것이다. 그 내용은 “능력있는 사람으로부터 먼저 부자가 되어라. 그리고 낙오된 사람을 도와라.”라는 것이다. 

## 현황
선부론은 예상보다 좋은 결과를 얻었지만, 연해부와 내륙부는 하늘과 땅 차이의 경제 격차가 있다. 중국 최대의 상업도시 상하이에서도 격차는 점차 확대되고 있어 먼저 부자가 된 사람들과 그렇지 않은 사람들이 동거하고 있는 상황이다. 그러나 개혁개방 이후의 상황은 빈부 격차가 점차 해소되기보다는 점점 심화되어, 분배에 안간힘을 쓰고 있지만 쉽지는 않은 형편이다. 서부 대개발 등의 정책은 빈부 격차를 해소하기보다는 빈곤 탈출 정도의 효과만 있었으며 지역 격차는 더욱 심화되었다. 특히 도시와 농촌의 소득 격차는 가장 심각한 고민거리를 던지고 있다.

## 같이 보기
- 개혁개방